# Parkstraße 26 (Mönchengladbach)

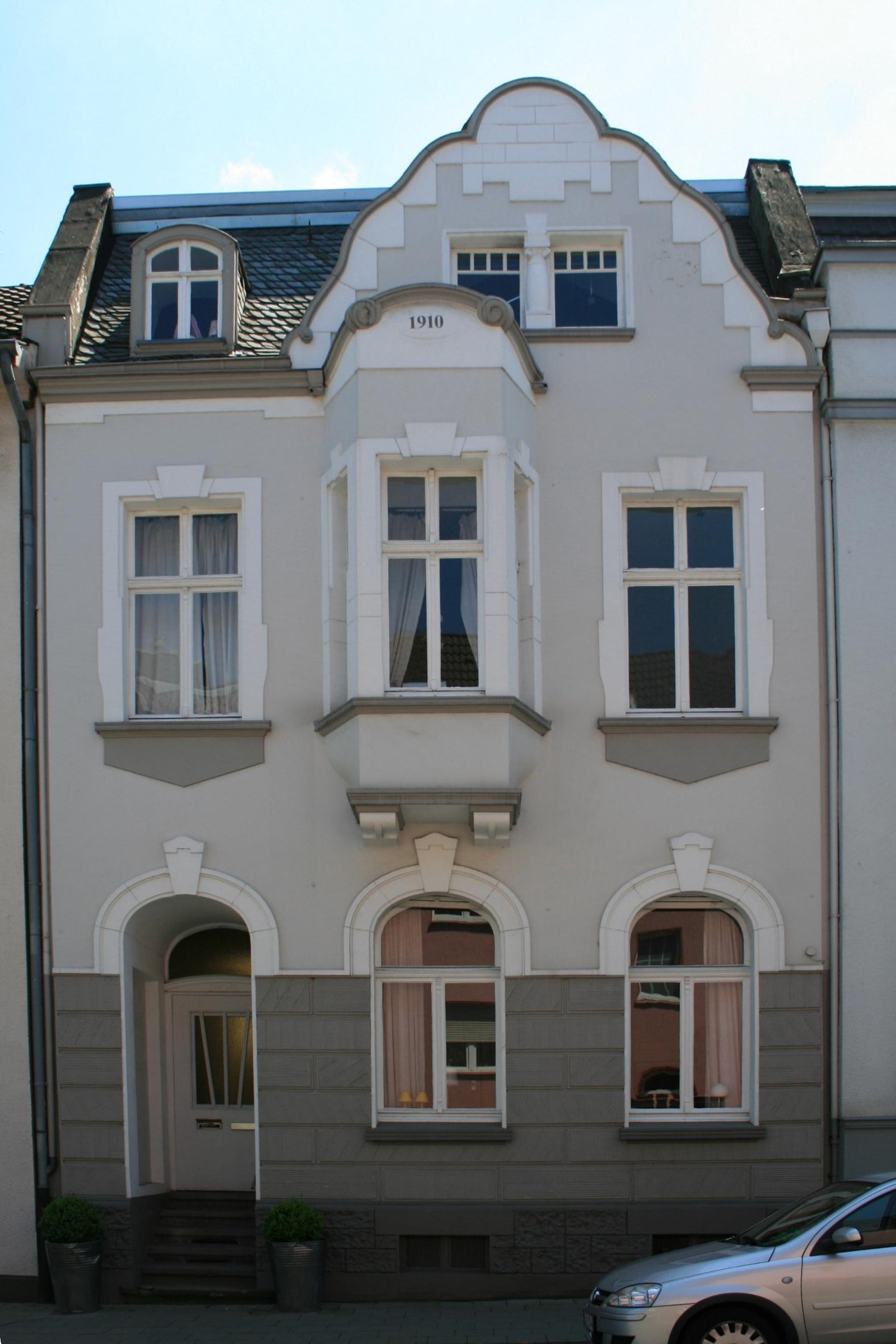
Wohnhaus (2010)

Das Wohnhaus Parkstraße 26 steht in Mönchengladbach (Nordrhein-Westfalen).
Das Gebäude wurde Anfang des 20. Jahrhunderts erbaut. Es wurde unter Nr. P 017 am 15. Juli 2004 in die Denkmalliste der Stadt Mönchengladbach eingetragen.

## Lage
Das Objekt liegt zentrumsnah im oberen Teil der Parkstraße. 

## Architektur
Es handelt sich um ein traufständiges, zweigeschossiges und dreiachsiges Wohngebäude mit dreiseitigem Erker im ersten Obergeschoss unter Schweifgiebel. Hauszugang in der linken Achse. Verschiefertes Mansarddach. Abgesetzter Sockel, Erdgeschoss bis in Kämpferhöhe der Fenster in gekämmtem Quaderputz, darüber glatt verputzt. Tür- und Fensteröffnungen mit Putzrahmungen.